# عین عنوب
عین عنوب (به عربی: عین عنوب) یک منطقهٔ مسکونی در لبنان است که در استان جبل لبنان واقع شده‌است.